# Nyköping
|  | Der er også andre byer med navnet Nykøbing eller Nyköping |
Nyköping er hovedbyen i  Nyköpings kommune samt administrationscentrum for  Södermanlands län. Kommunen har et areal på 1.427. km² og et indbyggertal på 33.546 (2019) i bymæssig bebyggelse (tätort) og 57.060 (2020) i kommunen.
På Nyköpingshus udspilledes ifølge Erikskrøniken den historiske sammenkomst Nyköpings gæstebud i år 1317,  hvor kong Birger Magnusson af Sverige inviterede sine brødre  hertugerne Erik og Valdemar til julefest. Men han fænglede dem og lod dem sulte ihjel i borgtårnet. Historien er ikke bekræftet af andre kilder. Hvert år opføres et skuespil om begivenheden ved  Nyköpingshus, og August Strindberg har skrevet et stykke om begivenheden.